# DFB-Pokal-Halbfinale 1984
Das Halbfinale des DFB-Pokalwettbewerbs 1983/84 ging wegen der ungewöhnlichen Spielverläufe und -ergebnisse in die Geschichte des deutschen Fußballs ein. Qualifiziert hatten sich aus der Bundesliga der FC Bayern München, Werder Bremen und Borussia Mönchengladbach. Mit dem FC Schalke 04 erreichte zudem ein Zweitligist die Runde der letzten vier. Die Auslosung ergab folgende Begegnungen:
- Borussia Mönchengladbach – Werder Bremen
- FC Schalke 04 – FC Bayern München

Es waren die ersten beiden Halbfinalspiele des DFB-Pokals, die im deutschen Fernsehen live übertragen wurden. Insgesamt fielen in diesen zwei Spielen am 1. und 2. Mai 1984, die beide in die Verlängerung gingen, sowie einem Wiederholungsspiel eine Woche später 26 Tore, ehe die Finalisten feststanden. Anlässlich des 25. Jahrestags der Begegnungen 2009 schrieb Welt Online von den „beiden spektakulärsten Pokalspiele[n] aller Zeiten“.

## Erstes Halbfinalspiel Borussia Mönchengladbach – Werder Bremen
Im ersten Halbfinalspiel trafen im Mönchengladbacher Bökelbergstadion der Tabellenvierte, die heimische Borussia, und der Fünfte der aktuellen Bundesligatabelle, Werder Bremen, aufeinander. Zunächst entwickelte sich vor 34.500 Zuschauern am ausverkauften Bökelberg ein ausgeglichenes Spiel, in dessen weiterem Verlauf mehr und mehr die Borussen die Initiative übernahmen. Der Bremer Abwehrspieler Rigobert Gruber zog sich bereits frühzeitig eine schwere Knieverletzung zu, spielte jedoch noch wenige Minuten weiter, bevor er dann in der 17. Minute ausgewechselt werden musste. Wenige Augenblicke zuvor hatte er noch einen Schuss von Wilfried Hannes zur Ecke klären können. Letztlich bedeutete die Verletzung das Ende von Grubers Laufbahn als Fußballprofi. Fünf Minuten vor der Halbzeit ging Mönchengladbach durch Lothar Matthäus in Führung, knapp zwei Minuten später glich Norbert Meier aus, erneut zwei Minuten danach erhöhte Norbert Ringels zur 2:1-Halbzeitführung der Borussia. Den Vorsprung konnte das Team in der 76. Spielminute auf 3:1 erhöhen. Innerhalb von sechs Minuten verwandelten die Bremer diesen Rückstand in eine 4:3-Führung, die sie bis in die Nachspielzeit halten konnten; einen Treffer für Mönchengladbach von Wilfried Hannes in der 88. Minute erkannte Schiedsrichter Franz-Josef Hontheim nicht an. In der 82. Minute hatte Gladbachs Trainer Jupp Heynckes Stürmer Hans-Jörg Criens eingewechselt, dem in der fünften Minute der Nachspielzeit der Ausgleich zum 4:4 gelang. Es kam zur Verlängerung von 2 × 15 Minuten. Beide Teams hatten darin mehrere Chancen, Tore zu erzielen. Der Treffer zum 5:4, und damit zur Entscheidung, gelang wieder Criens, in der 107. Minute. Die letzten Spielminuten musste Gladbach in Unterzahl spielen, nachdem Stürmer Uwe Rahn sich einen Nasenbeinbruch zugezogen hatte und das Auswechselkontingent der Borussia bereits ausgeschöpft war.

### Besondere Vorkommnisse
Mitte der zweiten Halbzeit kam es zu Unruhen auf den Rängen des Bremer Fanblocks, der sich hinter dem Tor von Gladbachs Torhüter Ulrich Sude befand. Während des Spiels wurde ein Gegenstand auf das Spielfeld geworfen, aus dem Rauch entwich. Zunächst hielt man es für eine Rauchbombe, doch als die Spieler Wolfgang Sidka und Uwe Rahn zusammenbrachen und auch Torwart Sude von dem Rauch kontaminiert wurde, musste das Spiel für einige Minuten unterbrochen werden. Auf dem Platz kam es zu Rangeleien zwischen Spielern und Betreuern beider Mannschaften; Auslöser war ein Rempler von Michael Frontzeck gegen Bremens Trainer Otto Rehhagel, der auf den Platz geeilt war, in Sorge um Sidka. Schiedsrichter Hontheim konnte die Lage beruhigen. Mittlerweile waren von dem Rauch, der sich als Tränengas erwies, auch Zuschauer betroffen. Die Polizei marschierte im Bremer Block auf und nahm einige Personen fest. Nach Spielschluss legte Bremens Manager Willi Lemke Protest gegen die Wertung der Partie ein, den er jedoch aus sportlichen Gründen gleich wieder zurückzog, da beide Teams von dem Zwischenfall betroffen waren.
Die Begegnung Mönchengladbach – Bremen galt als Debüt des „Jokers“ Hans-Jörg Criens, der von da an mehrmals als Einwechselspieler kurz vor Spielende entscheidende oder wichtige Tore erzielte.

### Berichterstattung
Die Partie wurde in der ARD direkt übertragen, Kommentator war Heribert Fassbender.

### Spieldaten
| Paarung                  | Borussia Mönchengladbach – Werder Bremen |
| Ergebnis                 | 5:4 n. V. (4:4, 2:1) |
| Datum                    | Dienstag, 1. Mai 1984 |
| Stadion                  | Bökelberg, Mönchengladbach |
| Zuschauer                | 34.500 |
| Schiedsrichter           | Franz-Josef Hontheim |
| Tore                     | 1:0 Lothar Matthäus (40.) 1:1 Norbert Meier (42.) 2:1 Norbert Ringels (44.) 3:1 Uwe Rahn (76.) 3:2 Benno Möhlmann (77.) 3:3 Wolfgang Sidka (80.) 3:4 Uwe Reinders (82.) 4:4 Hans-Jörg Criens (90.+5') 5:4 Hans-Jörg Criens (107.)                   |
| Borussia Mönchengladbach | Uli Sude – Norbert Ringels, Hans-Günter Bruns, Wilfried Hannes, Michael Frontzeck, Kai Erik Herlovsen, Lothar Matthäus, Uwe Rahn, Winfried Schäfer (82. Uli Borowka), Ewald Lienen (82. Hans-Jörg Criens), Frank Mill Cheftrainer: Jupp Heynckes    |
| Werder Bremen            | Dieter Burdenski – Thomas Schaaf, Klaus Fichtel, Norbert Siegmann, Jonny Otten, Rigobert Gruber (17. Karl-Heinz Kamp; 77. Frank Ordenewitz), Wolfgang Sidka, Benno Möhlmann, Norbert Meier, Uwe Reinders, Frank Neubarth Cheftrainer: Otto Rehhagel |
| Gelbe Karten             | Norbert Ringels – Norbert Siegmann |

## Zweites Halbfinalspiel Schalke 04 – Bayern München
Am 2. Mai 1984 trafen in Gelsenkirchen der Zweitplatzierte der 2. Bundesliga Schalke 04, von manchen als „krasser Außenseiter“ bezeichnet, und Bayern München, Tabellenzweiter der Bundesliga, aufeinander. Im vollen Parkstadion zu Gelsenkirchen – offiziell waren es 70.600 Zuschauer, inoffiziell sollen es 78.000 gewesen sein – konnten die Münchener relativ schnell eine 2:0-Führung herausspielen. Im ZDF begann um 20:15 Uhr die Liveübertragung des Matches nach einer Viertelstunde Spielzeit. Doch die Schalker glichen kurze Zeit später aus; es entwickelte sich „die bislang wohl dramatischste Pokalpartie in der Geschichte des seit 1935 ausgetragenen Wettbewerbs“. Bayern ging wieder in Führung, erneut konnte Schalke den Ausgleich erzielen. Die Schalker gingen dann mit 4:3 in Führung. Den Bayern gelang noch einmal der Ausgleich und es kam zur Verlängerung, beim Stande von 4:4. In der 112. Minute unterlief dem Schalker Keeper Walter Junghans ein Fehler, den Dieter Hoeneß zum 5:4 für die Bayern nutzte. Es folgte darauf wieder der Schalker Ausgleich und zwei Minuten vor Schluss gelang den Münchenern das 6:5. Mit dem letzten Angriff, in der Nachspielzeit der Verlängerung, erzielte Olaf Thon seinen dritten Treffer in dem Spiel und stellte damit den Endstand von 6:6 her. Damit erzwang der Zweitligist ein Wiederholungsspiel, da die Statuten des DFB für Pokalspiele noch kein Elfmeterschießen im Falle eines Unentschiedens trotz Verlängerung vorsahen. Das Wiederholungsspiel am 9. Mai 1984 in München vor 40.000 Zuschauern endete mit einem 3:2 in der regulären Spielzeit für die Bayern. Die Treffer für die Münchener erzielten damals zweimal Karl-Heinz Rummenigge und Dieter Hoeneß, auf Schalker Seite Michael Jakobs und Michael Opitz. In dem Spiel konnten die Schalker erneut einen 0:2-Rückstand wettmachen, ehe Rummenigge in der 79. Minute den Siegtreffer erzielte.

### Besondere Vorkommnisse
Olaf Thon, der einen Tag vor dem ersten Spiel 18 Jahre alt geworden und somit noch A-Jugendlicher in den Schalker Reihen war, erzielte in diesem Spiel drei Tore. Bayern-Trainer Udo Lattek bemerkte nach dem Spiel, er würde Thon, hätte er zehn Millionen D-Mark zur Verfügung, sofort nach München mitnehmen. Ein knappes halbes Jahr später wurde Olaf Thon in die deutsche A-Nationalmannschaft berufen und bestritt gegen Malta sein erstes Länderspiel. 1988 wechselte Thon dann tatsächlich zum FC Bayern München und spielte dort sechs Jahre, ehe er wieder zu Schalke zurückkehrte. Das Spiel gilt bis heute als eines der besten Fußballspiele der Pokalgeschichte und wird oft zu den dramatischsten Spielen des Deutschen Fußballs gezählt. Durch die dramatischen Wendungen in der Verlängerung erlitten drei Menschen auf der Tribüne einen Herzinfarkt, ein 60-Jähriger verstarb.

### Berichterstattung
Die erste Begegnung übertrug das ZDF live, unter dem Kommentar von Eberhard Figgemeier. Der Reporter lobte noch 20 Jahre später: „Ein unfassliches Spiel. Schöner kann man sich Fußball nicht vorstellen.“
Für den Hörfunk kommentierte Manfred Breuckmann.

### Spieldaten
| Paarung           | FC Schalke 04 – FC Bayern München |
| Ergebnis          | 6:6 n. V. (4:4, 2:3) |
| Datum             | Mittwoch, 2. Mai 1984 |
| Stadion           | Parkstadion, Gelsenkirchen |
| Zuschauer         | 71.000 |
| Schiedsrichter    | Wolf-Günter Wiesel |
| Tore              | 0:1 Karl-Heinz Rummenigge (3.) 0:2 Reinhold Mathy (12.) 1:2 Thomas Kruse (13.) 2:2 Olaf Thon (19.) 2:3 Michael Rummenigge (20.) 3:3 Olaf Thon (61.) 4:3 Peter Stichler (72.) 4:4 Michael Rummenigge (80.) 4:5 Dieter Hoeneß (112.) 5:5 Bernard Dietz (115.) 5:6 Dieter Hoeneß (118.) 6:6 Olaf Thon (120.+3') |
| FC Schalke 04     | Walter Junghans – Thomas Kruse, Bernard Dietz, Michael Jakobs, Matthias Schipper, Michael Opitz (107. Klaus Berge), Bernd Dierßen, Peter Stichler, Volker Abramczik (73. Hubert Clute-Simon), Olaf Thon, Klaus Täuber Cheftrainer: Diethelm Ferner                                                           |
| FC Bayern München | Jean-Marie Pfaff – Klaus Augenthaler, Norbert Nachtweih, Bertram Beierlorzer, Bernd Dürnberger (77. Dieter Hoeneß), Wolfgang Grobe (107. Wolfgang Kraus), Søren Lerby, Michael Rummenigge, Hans Pflügler, Karl-Heinz Rummenigge, Reinhold Mathy Cheftrainer: Udo Lattek                                      |
| Gelbe Karten      | Peter Stichler, Klaus Täuber – Reinhold Mathy, Søren Lerby |

### Wiederholungsspiel
| Paarung           | FC Bayern München – FC Schalke 04 |
| Ergebnis          | 3:2 (2:0) |
| Datum             | Mittwoch, 9. Mai 1984 |
| Stadion           | Olympiastadion, München |
| Zuschauer         | 40.000 |
| Schiedsrichter    | Hans-Joachim Osmers |
| Tore              | 1:0 Karl-Heinz Rummenigge (32.) 2:0 Dieter Hoeneß (44.) 2:1 Michael Jakobs (50.) 2:2 Michael Opitz (72.) 3:2 Karl-Heinz Rummenigge (79.) |
| FC Bayern München | Jean-Marie Pfaff, Bernd Martin, Bertram Beierlorzer, Klaus Augenthaler, Bernd Dürnberger, Wolfgang Grobe, Søren Lerby, Norbert Nachtweih, Michael Rummenigge (48. Karl Del’Haye), Karl-Heinz Rummenigge, Dieter Hoeneß Cheftrainer: Udo Lattek |
| FC Schalke 04     | Walter Junghans – Thomas Kruse, Michael Jakobs, Bernard Dietz, Mathias Schipper, Klaus Berge, Peter Stichler, Bernd Dierßen, Michael Opitz, Klaus Täuber, Olaf Thon Cheftrainer: Diethelm Ferner                                               |
| Gelbe Karten      | keine – Bernd Dierßen |

## Weitere Entwicklung
Auch das abschließende Finalspiel am 31. Mai 1984 im Waldstadion in Frankfurt am Main ging in die Verlängerung (Endstand 1:1). Damit war erstmals im Pokalfinale ein Elfmeterschießen notwendig. Nach insgesamt 16 Elfmeterschützen konnte sich der FC Bayern München mit 7:6 gegen Borussia Mönchengladbach durchsetzen. Es war der siebte Pokalsieg für die Münchner.